# Chodang-Universität
Die Chodang-Universität ist eine Universität in Muan in Südkorea. Sie soll für ihre Studiengänge in den Bereichen Luftfahrt, Medizin und Pflege sowie Gastronomie einen guten Ruf aufgebaut haben.

## Geschichte
Eröffnet wurde die Universität im März 1994 als Industrielle Universität Chodang (초당산업대학교, Rr. Chodang saneop daehakgyo) mit 7 Abteilungen: (1) Tourismuswissenschaft und Dolmetscherausbildung, (2) Distributionspolitik, (3) Wirtschaftsinformatik, (4) Informatik, (5) Kommunikationstechnologie, (6) Umwelt- und Ingenieurwissenschaften, und (7) Produktdesign. Ihr Gründer war der Unternehmer Kim Ki-Woon (김기운). Der Name Chodang (초당, 草堂) bedeutet auf Deutsch etwa „Grashütte“. Im März 1998 wurde sie in Chodang-Universität umbenannt.
Universitätspräsident war Kim Boung-sik (김병식).

## Fakultäten
- Geistes- und Sozialwissenschaften
- Natur- und Ingenieurwissenschaften
- Pflegewissenschaft und Medizintechnik
- Beamtenausbildung